# Terence Lewin
Terence Thornton Lewin, baron Lewin (19 novembre 1920 - 23 janvier 1999) est un officier de la Royal Navy. Il sert pendant la Seconde Guerre mondiale puis commande un destroyer, le yacht royal, deux frégates et un porte-avions avant d'accéder au commandement supérieur. Il est First Sea Lord et chef d'état-major de la marine à la fin des années 1970. Il est ensuite chef d'état-major de la Défense pendant la Guerre des Malouines, et conseiller en chef de la Première ministre Margaret Thatcher. Il est également le premier chef d'état-major à agir en tant que chef des forces armées plutôt que simplement président du comité des chefs d'état-major.

## Carrière navale
Fils d'Eric Lewin et de Maggie Lewin (née Falconer)  il fait ses études à la Judd School de Tonbridge, où il est préfet en chef en 1938. Lewin rejoint la Royal Navy en tant que cadet en 1939 . Il est d'abord affecté au navire-école HMS Vindictive, mais lorsque la Seconde Guerre mondiale éclate en septembre 1939, il est transféré sur le croiseur HMS Belfast puis deux mois plus tard au cuirassé HMS Valiant .

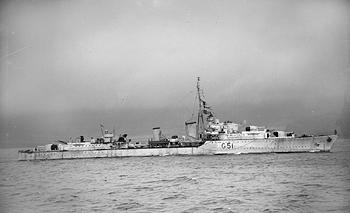
Le destroyer sur lequel Lewin participe aux Convois de l'Arctique pendant la Seconde Guerre mondiale

Dans le Valiant, il participe à la campagne de Norvège en avril et mai 1940 puis à l'attaque de la flotte française à Mers-el-Kébir en juillet 1940 . Il est transféré sur le destroyer HMS Highlander en octobre 1941 puis sur le destroyer HMS Ashanti en janvier 1942. Durant une longue période de service dans l'Ashanti il participe aux Convois de l'Arctique, et ayant été promu lieutenant le 1er juillet 1942, il participe à l'opération Pedestal pour soulager Malte en août 1942 puis les débarquements alliés en Afrique du Nord en novembre 1942 avant de retourner à nouveau dans les Convois de l'Arctique et enfin participer au débarquement allié en Normandie en juin 1944. Il sert avec distinction en étant mentionné dans les dépêches à trois reprises et reçoit la Distinguished Service Cross en 1942 pour avoir sauvé la vie de nombreux autres militaires lorsque le destroyer HMS Somali est touché par une torpille.
Lewin fréquente l'école d'artillerie au HMS Excellent au printemps 1945, puis rejoint l'équipe en mai 1945 . Il est affecté au croiseur HMS Bellona tant qu'officier d'artillerie en avril 1946 et, après avoir suivi le cours avancé d'artillerie au Royal Naval College de Greenwich, en 1947, il retourne à l'état-major du HMS Excellent en décembre. Promu lieutenant-commandant le 1er juillet 1949, il devient officier d'artillerie de la première flottille de destroyers de la flotte méditerranéenne . Il rejoint l'état-major du HMS Excellent en janvier 1952 et, ayant été promu commandant le 31 décembre 1952, il rejoint l'état-major du Second Sea Lord à l'Amirauté en décembre 1953.
Lewin reçoit le commandement du destroyer HMS Corunna en octobre 1955  puis du Britannia en avril 1957 avant d'être promu capitaine le 30 juin 1958. Il retourne à l'Amirauté en tant que directeur adjoint de la Division des besoins des navires tactiques et des tâches du personnel en novembre 1958, puis, après avoir été nommé lieutenant de l'Ordre royal de Victoria lors des honneurs du nouvel an de 1959, il devient directeur adjoint de la Division de la politique tactique et des armes en 1960 . Après avoir fréquenté l'Imperial Defence College en 1961, il est nommé Capitaine (F) du 17th Frigate Squadron en décembre 1961 naviguant successivement sur les frégates HMS Urchin puis HMS Tenby. Il retourne à nouveau à l'Amirauté en tant que directeur de la politique tactique et d'armement en décembre 1963 et prend le commandement du porte-avions HMS Hermes en mai 1966. Il est nommé aide de camp naval de la reine le 7 juillet 1967 et promu contre-amiral le 7 janvier 1968 lors de sa nomination en tant que chef d'état-major adjoint de la marine avant de devenir officier général en second de la flotte de l'Est en août 1969. Promu vice-amiral le 7 octobre 1970, il devient vice-chef d'état-major de la marine en janvier 1971 . Il est nommé chevalier commandeur de l'ordre du bain lors des honneurs du nouvel an de 1973. En tant que VCNS, deux de ses projets les plus importants sont l'approbation du Sea Harrier et le début des « déploiements de groupe », car les forces navales du Royaume-Uni avaient pour la plupart disparu . Il est promu au grade d'amiral le 1er décembre 1973 lors de sa nomination en tant que commandant en chef de la flotte et commandant en chef de l'OTAN, Manche et commandant en chef de l'Atlantique Est et devient commandant en chef du Naval Home Command en novembre 1975 avant d'être promu chevalier grand-croix de l'ordre du bain lors des honneurs d'anniversaire de 1976.

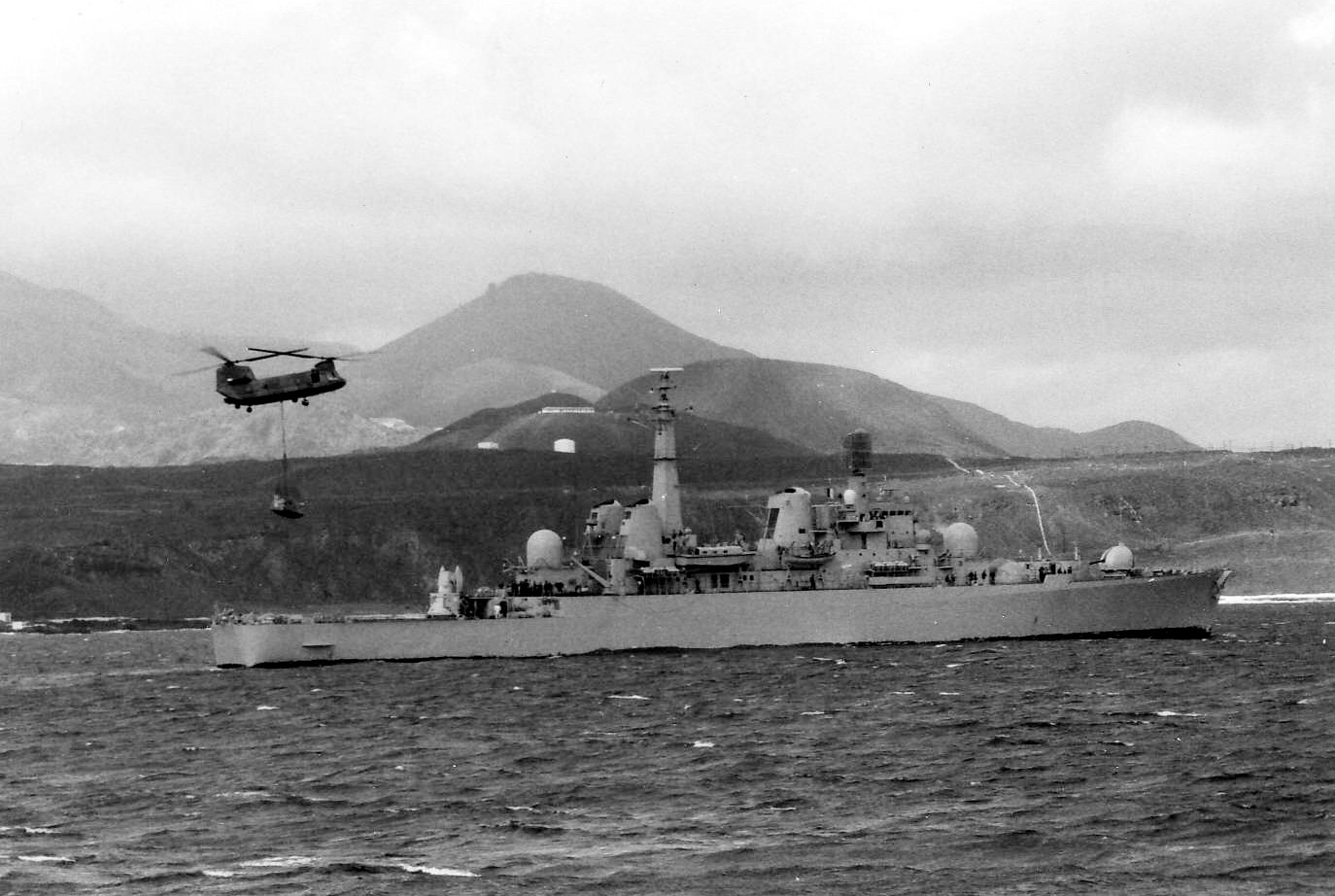
Fournitures livrées au destroyer en hélicoptère lors d'une escale à l'île de l'Ascension lors du voyage du navire pour participer à la guerre des Malouines

Lewin est nommé First Sea Lord et chef d'état-major de la marine le 1er mars 1977. Dans ce poste, il obtient une augmentation de salaire de 32% pour les marins . Promu amiral de la flotte le 6 juillet 1979, il devient chef d'état-major de la Défense en septembre 1979 et sert comme membre du cabinet de guerre pendant la Guerre des Malouines donnant au Premier ministre Margaret Thatcher son soutien résolu .
Lewin est le premier chef d'état-major de la Défense à agir en tant que chef des forces armées plutôt que simplement président du comité des chefs d'état-major . Il est créé pair à vie, sous le titre de baron Lewin, de Greenwich dans le Grand Londres en octobre 1982 lors de sa retraite.

## Fin de carrière
À la retraite, Lewin devient président des administrateurs du National Maritime Museum, président de la Society for Nautical Research, Liveryman de la Skinners' Company et de la Shipwrights' Company et un frère aîné de Trinity House . Il s'intéresse à l'histoire militaire et est un expert de la vie du capitaine Cook . Il est nommé Chevalier de l'Ordre de la Jarretière en avril 1983 . Il est décédé à son domicile d'Ufford dans le Suffolk le 23 janvier 1999.
En 1944, Lewin épouse Jane Branch-Evans ; ils ont deux fils et une fille .

## Sources
- Tony Heathcote, The British Admirals of the Fleet 1734 – 1995, Pen & Sword Ltd, 2002 (ISBN 0-85052-835-6)
- Rear-Admiral Richard Hill, Lewin of Greenwich, Weidenfeld Military, 2000 (ISBN 978-0-304-35329-3)
- Prince, Étienne. "Commandement et contrôle britanniques dans la campagne des Malouines." Analyse de la défense et de la sécurité 18.4 (2002) : 333-349.
- Finlan, Alastair. La Royal Navy dans le conflit des Malouines et la guerre du Golfe : Culture et stratégie (Psychology Press, 2004).